# オハグロベラ属
オハグロベラ属（オハグロベラぞく、学名: Pteragogus）はベラ科の属である。

## 形態
ほかのベラの仲間と比べ体高は高めで、体長の40％ほど。いくつかの種は背鰭棘が長くフィラメントのように伸びる。全長20 cm（センチメートル）を超える種も知られている。

## 分布
インド洋（紅海含む）から西太平洋、ミクロネシア。ただしPteragogus trispilusはスエズ運河を経由し、紅海から地中海に進出した。
日本においては長らくオハグロベラのみが分布するとされたが、水中写真により既知の種と異なる種が報告されており、その後2021年 - 2022年に日本からの初記録の報告、または新種記載がされた。2021年現在、日本からは4種が知られている。

## 種一覧
ここではKuiter (2015)による種の一覧をベースに紹介する。このほか未記載種が複数知られている。
- オハグロベラ Pteragogus aurigarius (Richardson, 1845)
- レッドシースニーキーラス Pteragogus cryptus Randall, 1981
- キツネオハグロベラ Pteragogus enneacanthus (Bleeker, 1853)
- イトヒキオハグロベラ Pteragogus flagellifer (Valenciennes, 1839)
- ホワイトバードスニーキーラス Pteragogus guttatus (Fowler and Bean, 1928)
- ブルースポットスニーキーラス Pteragogus nematopterus (Bleeker, 1851)
- サイドバーンラス Pteragogus pelycus Randall. 1981
- インディアンカクテルラス Pteragogus ramentosus (Forsskål,1775)
- チークバーラス Pteragogus taeniops (Perers，1855)
- シーグラススニーキーラス Pteragogus trispilus Randall, 2013
- タヌキオハグロベラ Pteragogus turdus Iino and Motomura, 2022[4]
- オマーンスニーキーラス Pteragogus variabilis Randall, 2013